# Fontaine-les-Ribouts
Fontaine-les-Ribouts – miejscowość i gmina we Francji, w Regionie Centralnym, w departamencie Eure-et-Loir.
Według danych na rok 1990 gminę zamieszkiwało 201 osób, a gęstość zaludnienia wynosiła 28 osób/km² (wśród 1842 gmin Regionu Centralnego Fontaine-les-Ribouts plasuje się na 938. miejscu pod względem liczby ludności, natomiast pod względem powierzchni na miejscu 1278.).